# ليونارد بورتر أيريس
ليونارد بورتر أيريس (بالإنجليزية: Leonard Porter Ayres)‏ هو إحصائي أمريكي، ولد في 1879 في نيانتك ‏ في الولايات المتحدة، وتوفي في 1946 في كليفلاند في الولايات المتحدة.